# Ptilodon
Ptilodon är ett släkte av fjärilar som beskrevs av Jacob Hübner 1822. Ptilodon ingår i familjen tandspinnare.

## Bildgalleri

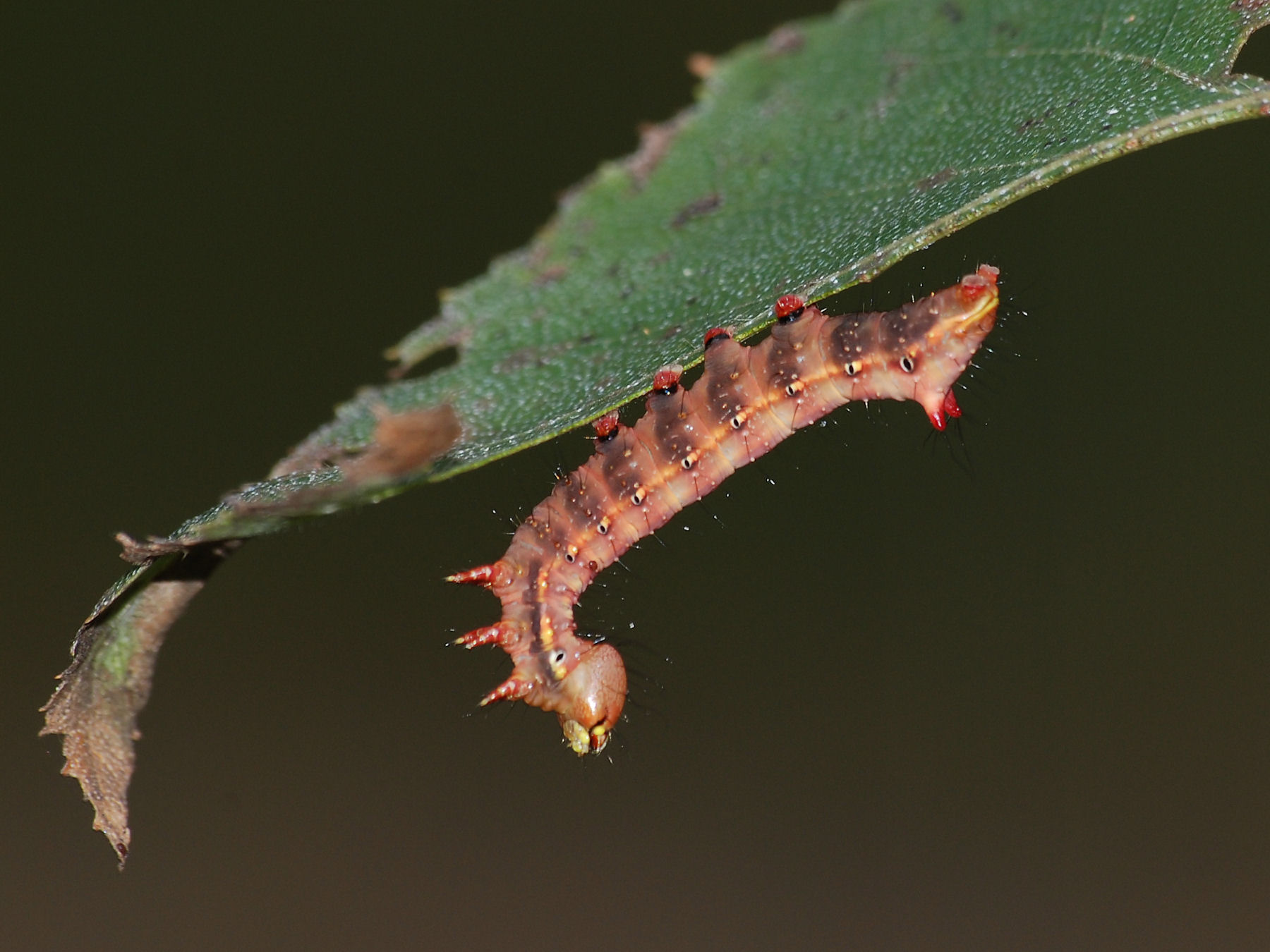

## Dottertaxa tillPtilodon, i alfabetisk ordning[1][2]
- Ptilodon americana
- Ptilodon atrofusa
- Ptilodon autumnalis
- Ptilodon camelina
- Ptilodon capucina, Ekflikvinge
- Ptilodon cucullina
- Ptilodon discalis
- Ptilodon fasciata
- Ptilodon flavistigma
- Ptilodon giraffina
- Ptilodon hasegawai
- Ptilodon hoegei
- Ptilodon huabeiensis
- Ptilodon infuscata
- Ptilodon jezoensis
- Ptilodon kuwayama
- Ptilodon longipennis
- Ptilodon nikkoensis
- Ptilodon nordlandica
- Ptilodon okanoi
- Ptilodon pallida
- Ptilodon robusta
- Ptilodon sachalinensis
- Ptilodon saturata
- Ptilodon signata
- Ptilodon sounkeana
- Ptilodon teshionis
- Ptilodon uniformis
- Ptilodon urupina
- Ptilodon variegata